# Bella Lack
Bella Lack, née en 2003 à Richmond (Londres), est une militante écologiste britannique.
Elle dit vouloir encourager la société à « rompre avec la culture de domination sur la nature et les autres espèces ». Dans leur livre L'Europe réensauvagée : Vers un nouveau monde, Gilbert Cochet et Béatrice Kremer-cochet la décrivent comme « une Greta Thunberg de la biodiversité ».

## Biographie

### Enfance et formation
Bella Lack est née en 2003 à Richmond (Londres).
Enfant, elle passe du temps au Richmond Park (le plus grand parc de Londres), écrit à Sir David Attenborough et se montre intéressée par les animaux, puis vers l'âge de 11 ans particulièrement par les grands singes. Mais selon elle, quand elle était enfant ses parents ont été réticents à la soutenir dans sa lutte pour l'environnement : « Ils ont toujours eu une vision négative du combat environnemental et m'ont incitée à arrêter. Même si leur mode de vie a changé, aujourd'hui encore [en 2021], c'est très difficile de les convaincre ». Comme nombre des militants de sa génération, Bella Lack est végan.
En 2021, Bella Lack prépare son bac dans un lycée de Brighton, dans le Sussex de l'Est.

### Engagements
À l'âge de 11 ans, elle a été fortement marquée par une vidéo dénonçant les dégâts écologiques induits par les monocultures de palmiers à huile destinés à produire l'huile de palme, et par la menace posée par cette culture pour les orangs-outans. À 12 ans, en 2014 elle lance sa propre campagne «In your palm», incitant ses camarades collégiens au boycott et encourageant à collecter des fonds pour protéger les orang-outang et la forêt dont via les réseaux sociaux (Twitter notamment). En 2018, elle devient ambassadrice de l'ONG The Born Free Foundation, une organisation charitable (ONG) anglaise de protection des animaux, qui finance des patrouilles anti-braconnage, des travaux de recherche, des soins à vie pour des animaux sauvés dans le monde, grands mammifères et primates menacés notamment, en visant prioritairement leur survie en liberté dans le milieu sauvage.
Bella Lack est ensuite aussi ambassadrice de l'ONG « Save The Asian Elephants », et de la Royal Society for the Prevention of Cruelty to Animals (RSPCA et en français : « Société pour la prévention de la cruauté envers les animaux »), le plus ancien des organismes de bienfaisance (charity) anglais voués à la lutte contre la souffrance et maltraitance animale. La RSPCA est aussi la première organisation charitable anglaise à avoir proposé une loi sur la protection et le bien-être des animaux (sauvages semi-domestiqués ou domestiques ; d'élevages, de laboratoires, dans les enclos, cirques ou dans les maisons). La RSPCA offre aussi des soins vétérinaires, des lieux de réhabilitation et cherche de nouveaux foyers ou libère des animaux privés de liberté dans la nature.
Bella Lack est également ambassadrice du Jane Goodall Institute et membre de l'Ivora Alliance, une alliance créée au Royaume-Uni par un groupe d'influenceurs et de responsables politiques, décidés à lutter contre le trafic d'animaux sauvages.
À 16 ans, elle est déjà suivie par un réseau diversifié de followers déterminés à aider les animaux ; et à 18 ans, après 80 000 tweets elle a presque 145 000 followers. Elle dit vouloir contribuer à éduquer sa génération « sur la façon dont nous pouvons être les intendants de la faune » via les médias sociaux et des blogs.
Adolescente, elle s'est fortement engagée dans les mobilisations pour le climat, et notamment les grèves pour le climat lancées par la jeune Suédoise Greta Thunberg. Novethic la qualifie en 2021 de « figure emblématique du mouvement écologiste de la jeunesse britannique ».
En août 2018, elle récolte 200 000 signatures via une pétition demandant l'interdiction de l'utilisation d'animaux sauvages dans les cirques, et en 2019 une interdiction est votée par le parlement britannique. 
Elle encourage les jeunes à collecter des fonds pour « acheter des milliers d'hectares de forêt tropicale » afin de désécrire l'extinction des espèces, en protégeant la naturalité, les conditions de la vie sauvage d'habitats naturels-clé, dont avec l'association de préservation de la planète « Reserva » : The Youth Land Trust (qui soutient notamment le projet Rewilding Europe), et où elle est, à 18 ans, et depuis la création de l'association, en mai 2020, membre du Conseil d'administration. Début 2019, Bella Lack a cofondé un Conseil des jeunes pour créer cette ONG,.
En 2021, elle a rencontré Alok Sharma (président de la COP26, et a animé à la COP le 5 novembre 2021 un atelier consacré au réchauffement de l'arctique, en y interrogeant Lewis Pugh, un nageur d'endurance qui a nagé en arctique, ambassadeur de l'ONU pour les océans, et a vu la température de l'eau passer de 3 °C en été à 10 °C en 10 ans.

## Écrits
Sensible au storytelling et à l'écriture, en 2021, au Royaume-Uni, elle a déjà écrit pour le Daily Telegraph, The Ecologist, et dans British Vogue, rappelant que « quatre-vingt-seize pour cent de tous les mammifères sur terre sont des humains ou du bétail », elle a conseillé aux lecteurs de changer leur alimentation pour changer le système agricole. Selon elle, « si nous voulons prévaloir en tant qu'espèce, nous ne pouvons pas continuer à consommer la quantité de produits d'origine animale que nous consommons actuellement. Nos habitudes carnivores ravagent notre climat, notre biodiversité et nos océans – et notre santé ». De même, il nous faut, selon elle, revoir nos valeurs et nos habitudes de consommation, sortir de la culture toxique de l'hyper-ordre et de la domination de l'Homme sur la nature (pour laisser la résilience écologique s'exprimer), ce qui implique des changements culturels et de mentalité. Citant Edward Abbey (« La croissance pour la croissance est l'idéologie de la cellule cancéreuse », elle rappelle qu'une croissance infinie n'est pas possible dans un système fini… « en pensant de moins en moins à la provenance de ces produits et à l'impact qu'ils ont ». Elle incite les lecteurs de Vogue à mieux « valoriser les objets, porter de vieux vêtements, soutenir les marques éthiques », etc. et à adhérer à « quelques-uns des groupes de campagnes environnementales tels que Greenpeace, UK Student Climate Network (UKSCN), Extinction Rebellion et Friends of the Earth ». Elle les encourage aussi à être imaginatif puis créateurs en imaginant pour 2050 un monde autre que celui ravagé par le dérèglement climatique, « celui où nous aurons changé ; celui dans lequel la société sera plus durable et juste, et où la planète sera plus habitable et saine ». Selon elle, le discours sur le changement climatique ne doit pas constamment être catastrophiste en ne dessinant que le désastre futur, mais aussi motiver en donnant à tous un but, « quelque chose de potentiellement incroyable à atteindre ».
En 2021, estimant que le mouvement écologiste communique mal, Bella Lack se dit tentée par le journalisme d'enquête dans le domaine environnemental.
Elle prépare également un livre ; un essai, annoncé pour 2022 aux éditions Penguin Life, dont le titre sera Children of the Anthropocene (Enfants de l'anthropocène), qui parlera des jeunes qui, dans le monde, sont frappés par la crise environnementale globale et sur les manières dont ils luttent contre les crises climatiques et de la biodiversité, testant des voies à suivre, nouvelles, pour tenter de sortir de ces crises.

## Filmographie
En 2020, elle a fait partie, avec Vipulan Puvaneswaran et Jane Goodall (primatologue) des trois personnages qui constituent le fil conducteur du documentaire Animal de Cyril Dion (sorti sur les écrans de cinéma le 1er décembre 2021) ; documentaire sur les gens qui expérimentent des solutions à la sixième extinction de masse en cours ; Cyril Dion (auteur du film Demain) et la primatologue Jane Goodall lancent les deux adolescents dans une quête consistant à explorer d'autres façon de vivre, plus en harmonie avec les espèces non-humaines, plutôt en colocataire de la planète qu'en prédateurs ; ce qui a permis à Bella Lack de rencontrer divers scientifiques et militants expérimentant des solutions dans le monde entier. Avant d'accepter de participer au tournage, tout comme Vipulan, Bella s'est interrogée car pour les 6 mois de déplacements du film, il lui faudrait prendre l’avion, le pire moyen de se déplacer en termes d'impacts pour le climat. Cette culpabilité a été surmontée en partant du constat que « les grèves et les manifestations ont atteint leurs limites, il faut maintenant aller plus loin ». En 2021, interrogée par Usbek & Rica, tout comme Vipulan après le tournage, Bella a expliqué que l'expérience de ces 6 mois de voyage sur 3 continents a changé son point de vue ; selon elle : « le mouvement social écologiste est très focalisé sur la crise climatique. Les jeunes, en particulier, ont largement participé à faire de la question de la limite de 1,5° C un enjeu central. Mais on observe toujours un certain détachement vis-à-vis des questions liées à la nature, au Vivant, à la disparition des espèces. Or, voir les enjeux climatique et les enjeux de biodiversité comme détachés les uns des autres est à la fois trompeur et dommageable. Il nous faut reconnaître qu’il n’y a pas d’avenir sans l’un ou sans l’autre. J’espère que le film contribuera à cette prise de conscience ». 

### Vidéographie
- « Bella Lack at IWT Conference », 18 octobre 2018 (consulté le 2 décembre 2021)
- « Reserva: The Youth Land Trust - YouTube », sur www.youtube.com (consulté le 2 décembre 2021)
- (en) [vidéo] Population Matters, « Bella Lack @ Population Matters Conference 2019 », sur YouTube (consulté le 4 décembre 2021)